# هارتمانیتسه (ناحیه چسکه بودیوویتسه)
هارتمانیتسه (به چکی: Hartmanice) یک منطقهٔ مسکونی در جمهوری چک است که در شهرستان چسکه بودیوویتسه واقع شده‌است. هارتمانیتسه ۸٫۹۶ کیلومتر مربع مساحت و ۱۶۲ نفر جمعیت دارد و ۴۷۴ متر بالاتر از سطح دریا واقع شده‌است.